# ДМБ М-3
ДМБ М-3 је био турбомлазни мотор са аксијалним компресором и аксијалном турбином које се прототипски производио у швајцарској фирми АРДАГ за потребе Југословенског ратног ваздухопловства.

## Развој
Почетком педесетих година ЈРВ показало је интерес за развој домаћег турбомлазног мотора који би се евентуално уградио у нови млазни авион - подзвучни ловац-бомбардер јер је практично било немогуће набавити такав мотор у иностранству. У том циљу склопљен је уговор са швајцарском фирмом АРДАГ у којој су радили немачки инжењери који су током Другог светског рата развијали немачке млазне моторе. Уговор је обухватао развој и израду прототипа турбомлазног мотора са аксијалним компресором и аксијалном турбином под радном ознаком М-3, статичког потиска између 1.600 и 2.000 daN и то тако да је АРДАГ био обавезан да по фазама испоручује документацију ВТИ на основу које је посебно експериментално одељење у оквиру фабрике мотора у Раковици требало да направи и испита поједине склопове мотора. На основу добијених резултата АРДАГ би по потреби прерадио документацију, да би се на крају израдио и испитао прототип мотора. Уколико резултати испитивања прототипа потврде тражене параметре кренуло би се са његовом серијском производњом у фабрици ДМБ.
Мада је раковичка фабрика по Турбомекиној лиценци већ производила турбомлазни мотор Палас, израда делова за М-3 био је велики изазов с обзиром да се ради о далеко већем и јачем мотору са другим типом компресора. Посебан проблем представљало је испитивање појединих компоненти. На пример, потребна снага електромотора који је током испитивања покретао аксијални компресор мотора износила је око 20 MW што је превазило расположиву снагу градске електромреже. Због тога су испитивања компресора вршена између 2 и 4 сата ујутру, када је вршно оптерећење електроинсталације било најмање.

## Употреба
Иако је М-3 био за једну генерацију испред тадашњих турбомлазних мотора у свету, на крају се 1957. године од пројекта одустало јер његов потпун развој и увођење у серијску производњу не би био економичан с обзиром на процењене потребе за тим мотором. Поред тога, његов попречни пресек био би превелик за млазни школско-борбени авион чији развој се планирао. Ипак, у то време М-3 био је међу најјачим турбомлазним моторима у Европи.

## Коришћење
- СФР Југославија